# Мезё, Имре
Имре Мезё (венг. Mező Imre, настоящие имя и фамилия — Исаак Мерель, венг. Mehrel Izsák) (13 декабря 1905 года, Ромачахаза, Королевство Венгрия, Австро-Венгрия — 1 ноября 1956 года, Будапешт, ВНР) — венгерский государственный, партийный, профсоюзный и военный деятель еврейского происхождения. Председатель Национального совета профсоюзов Венгерской народной республики (1953—1956), член Центрального руководства Венгерской партии трудящихся (ВПТ) и Первый секретарь Будапештского городского комитета ВПТ (1956).
Коммунист реформистского толка, в период правления Матьяша Ракоши подвергался политическим преследованиям. Близкий друг Яноша Кадара.
Во время Венгерского восстания, будучи членом ЦР ВПТ, выступил за согласование демонстрации 23 октября. После начала вооружённых столкновений в Будапеште был назначен руководителем городского комитета ВПТ и организовал оборону здания Дома партии на площади Республики, во время которой был убит.

## Биография
С детства работал. Поступил в учение к портному, научился писать и читать. В 1927 году выехал за границу. В Бельгии в 1929 году И. Мезё вступил в Бельгийскую коммунистическую партию и вскоре стал там одним из руководителей венгерской партийной группы.
В 1936—1939 годах — участник Гражданской войны в Испании. Сражался в рядах Интернациональной бригады, дважды был тяжело ранен. После поражения испанских республиканцев И. Мезё перебрался во Францию, и был там интернирован. Оттуда был направлен на принудительные работы.
В 1944 году возвратился во Францию, где включился во французское движение Сопротивления.
Весной 1945 года возвратился в Венгрию. Работал в Будапештском горкоме Венгерской компартии, вначале в отделе агитации, а затем был избран секретарём горкома. С 1952 года руководил производственным отделом Всевенгерского совета профсоюзов.
В 1948—1956 годах — член Венгерской партии трудящихся.
С 1949 по 1953 год И. Мезё был депутатом Государственного собрания. На выборах 1953 года сторонники М. Ракоши не допустили выдвижения его кандидатуры.
В 1954 году Имре Мезё возвратился на работу в Будапештский горком ВПТ и одновременно был избран одним из его секретарей. Последовательно боролся против затягивания дел по реабилитации и за исправление ошибок, допущенных партийным и государственным руководством. В июле 1956 года, после отставки Ракоши, он стал членом Центрального Комитета Венгерской партии трудящихся.
30 октября 1956 года, во время Венгерского восстания, когда повстанцы напали на помещение Будапештского горкома партии, Имре Мезё возглавил его оборону. Был убит, когда в сопровождении двух старших армейских офицеров с белым флагом в руках вышел из подъезда дома, чтобы начать переговоры о прекращении сопротивления.